# القمة الخليجية 1995 (مسقط)
قمة مجلس التعاون الخليحي 1995 أو القمة الخليجية 16  هي قمة قادة دول مجلس التعاون لدول الخليج العربية عقدت في يوم الاثنين 4 ديسمبر 1995 في مدينة مسقط عاصمة سلطنة عمان برئاسة صاحب الجلالة السلطان قابوس بن سعيد آل سعيد سلطان عمان.

## القادة المشاركين

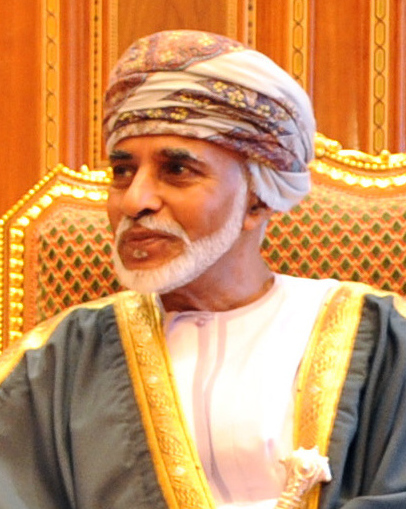
سلطنة عمان صاحب الجلالة السلطان قابوس بن سعيد آل سعيد سلطان عمان (رئيس الإجتماع)
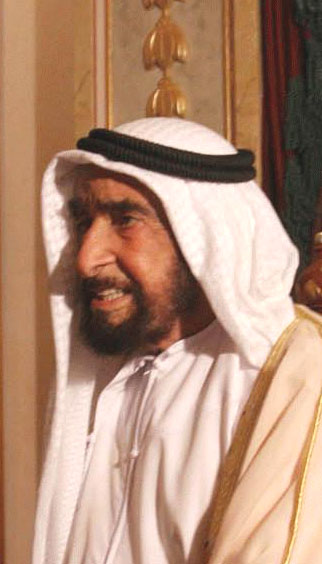
دولة الإمارات العربية المتحدة صاحب السمو الشيخ زايد بن سلطان آل نهيان رئيس دولة الإمارات العربية المتحدة
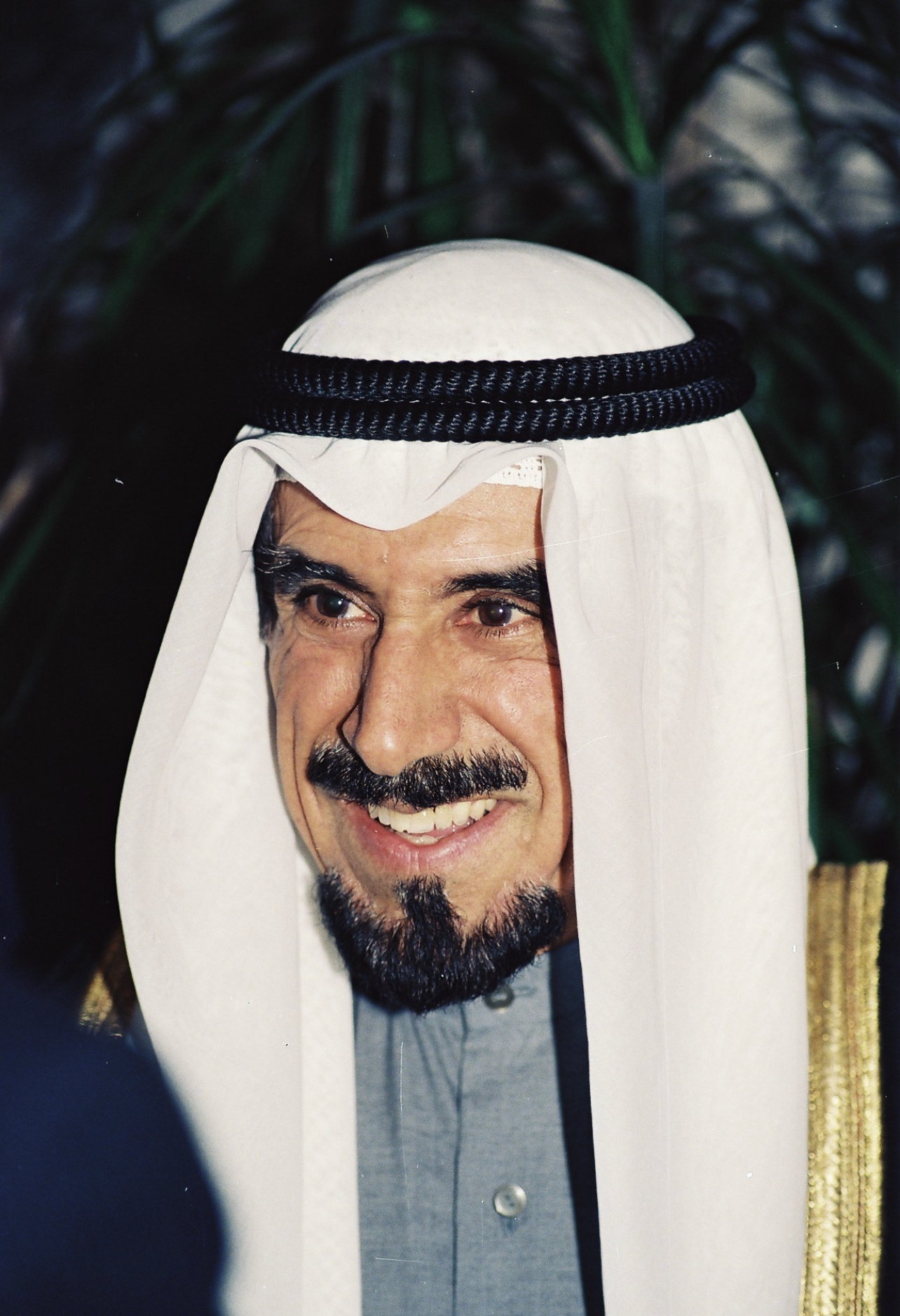
دولة الكويت صاحب السمو الشيخ جابر الأحمد الجابر الصباح أمير دولة الكويت
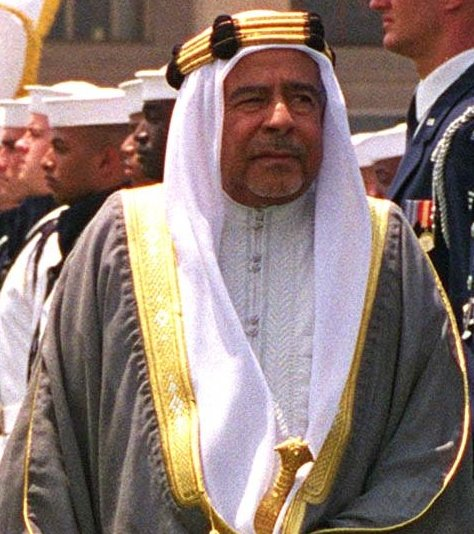
دولة البحرين صاحب السمو الشيخ عيسى بن سلمان آل خليفة أمير دولة البحرين
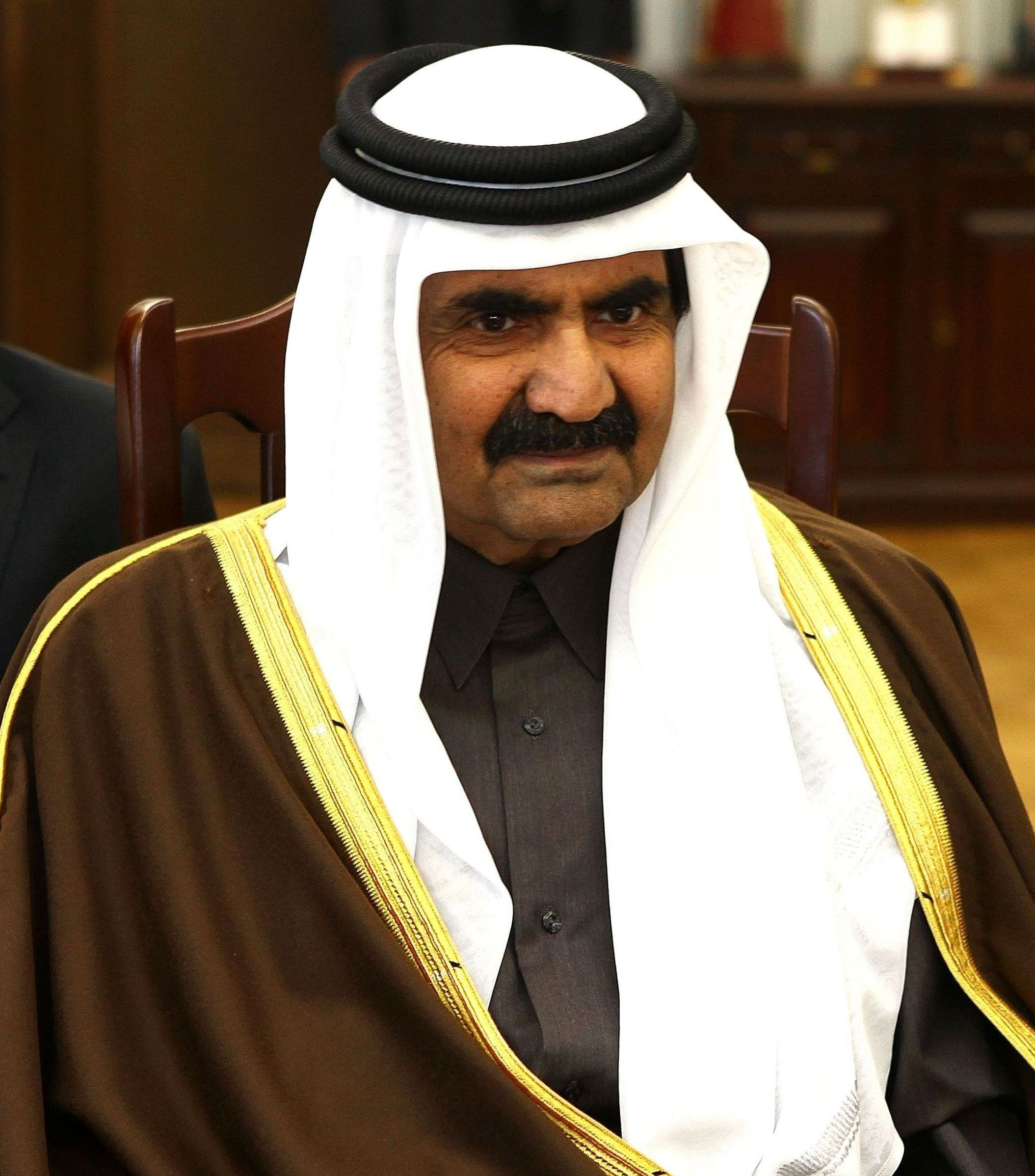
دولة قطر صاحب السمو الشيخ حمد بن خليفة آل ثاني أمير دولة قطر
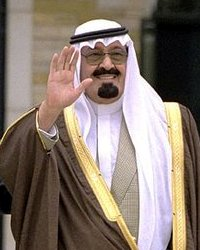
المملكة العربية السعودية صاحب السمو الملكي الأمير عبدالله بن عبدالعزيز آل سعود ولي العهد نائب رئيس مجلس الوزراء رئيس الحرس الوطني
الأمانة العامة لمجلس التعاون الخليجي معالي الشيخ فاهم بن سلطان القاسمي أمين عام مجلس التعاون لدول الخليج العربية